# Ellen Trane Nørby
Ellen Trane Nørby (ur. 1 lutego 1980 w Herningu) – duńska polityk, działaczka partyjna i młodzieżowa, deputowana i minister.

## Życiorys
W 1998 ukończyła szkołę średnią w Lemvigu. W 2005 uzyskała magisterium z historii sztuki na Uniwersytecie Kopenhaskim, na tej samej uczelni przez dwa lata studiowała też nauki społeczne. Zaangażowała się w działalność liberalnej partii Venstre. W 1999 została wiceprzewodniczącą europejskiej młodzieżówki liberalnej LYMEC, następnie od 2002 do 2004 kierowała tą organizacją. W 2004 objęła funkcję wiceprzewodniczącej duńskiej sekcji Ruchu Europejskiego, od 2012 do 2013 przez kilka miesięcy pełniła obowiązki jej przewodniczącej.
W 2005 po raz pierwszy została wybrana na posłankę do Folketingetu. Mandat deputowanej ponownie uzyskiwała w 2007, 2011, 2015 i 2019.
28 czerwca 2015 weszła w skład rządu Larsa Løkke Rasmussena jako minister ds. dzieci, edukacji i równouprawnienia płci. 28 listopada 2016 w trzecim gabinecie tego premiera przeszła na urząd ministra zdrowia, który sprawowała do 27 czerwca 2019.
18 marca 2015 została odznaczona krzyżem kawalerskim Orderu Danebroga.